# امیلی میسون
امیلی میسون (انگلیسی: Emily Mason; ۱۲ ژانویهٔ ۱۹۳۲ – ۱۰ دسامبر ۲۰۱۹) نقاش اهل ایالات متحده آمریکا بود.
وی همچنین برندهٔ جوایزی همچون برنامه فولبرایت شده‌است.